# Stal odporna na zużycie
Stal odporna na zużycie – staliwo, w którym następuje bardzo powolne zużycie powierzchowne, tzw. ścieranie. Jest stalą wysokowęglową zawierającą 11 do 14% manganu. Jest tak twarda, że nie daje się jej obrabiać skrawaniem. Gotowe elementy odlewa się w formach, dlatego choć nazywana jest stalą, technicznie jest staliwem.
Najbardziej znaną stalą odporną na zużycie, w tym wypadku na ścieranie, jest tzw. stal Hadfielda. Jej odkrycie nastąpiło przypadkowo, kiedy zauważono, że w niektórych kopalniach kły koparek zużywają się wolniej niż w innych. Szczegółowa analiza składników złóż wykazała zwiększoną zawartość manganu w tych, w których kły się wolniej zużywały. Wyroby ze stali Hadfielda obrabiane są w taki sposób, że mangan tworzy znacznej wielkości ziarna w strukturze stali.
Stale odporne na zużycie stosowane są na: gąsienice pojazdów gąsienicowych, kły koparek, rozjazdy kolejowe, tramwajowe itp.